# ليو فان فيين
ليو فان فيين (بالهولندية: Leo van Veen)‏ (6 يونيو 1946 بأوترخت في هولندا - ) هو مدرب كرة قدم ولاعب كرة قدم هولندي في مركز الهجوم. لعب مع آر كي سي فالفيك وأياكس أمستردام ونادي أوترخت ولوس أنجلوس أزتكس وفي في دوس.

## وصلات خارجية
- ليو فان فيين على موقع قاعدة بيانات كرة القدم.إي يو (الإنجليزية)
- ليو فان فيين على موقع عالم كرة القدم.نت (الإنجليزية)